# Antonio del Re
Antonio del Re (Tivoli, 1550 circa – post 1626) è stato uno scrittore, notaio e avvocato italiano.

## Biografia
L'annalista tiburtino Giovanni Maria Zappi (1519-1596) descrivendo nei suoi Annali le famiglie più in vista della città, intorno all'anno 1580, parlando «della casa delli Re [...] per la quale mi dà animo ragionarne volentieri» afferma che «discese di natione bergamascha».
Il suo capostipite «ms Gio. Pietro, homo veramente dabbene, gli successe venire a Tivoli giovane di sedici anni poverissimo, in tal modo che successe homo di valore et di mercanzie, in tal sorte che egli fece facoltà di 25 mila scuti di roba, homo da bene, veramente gratioso, tenuto in bon concetto da tutta la città di Tivoli per le sue bone parti». Succede al padre nell'attività commerciale il figlio Antonio «litteratissimo, veramente gentile» che «tien anchi mano alle facoltà di suo padre con suoi fratelli in le mercanzie et viveno honoratamente da gentilommini».

## L'Accademia degli Agevoli
Egli fece parte infatti dell'Accademia degli Agevoli il cui fondatore o ispiratore fu il senese Francesco Bandini Piccolomini, arcivescovo di Siena, il quale, dopo la fine della repubblica di Siena il 25 aprile 1555, vendette ogni suo bene e si stabilì a Tivoli acquistando e facendo riadattare il palazzo, che ancora oggi è possibile vedere in via Domenico Giuliani (già via Maggiore) quasi dirimpetto alla fontana di “Gemma”. In questo palazzo con il portale attribuito al Serlio, che lo distingue da tutti gli altri, si riunivano probabilmente i letterati del tempo e nel salotto dell'alto e illustre prelato leggevano le loro composizioni letterarie che inneggiavano alle nobili origini della città. Il latinista e archeologo gesuita Fulvio Cardoli, autore di un dramma religioso ispirato alla passione di Santa Sinforosa e dei suoi figli, ne era l'animatore con Fabio Croce, M. Antonio Mureto, Orazio e Renato Gentili, Antonio Fornari, Giovanni Andrea Croce, Bernardino Spada, l'annalista tiburtino Giovanni Maria Zappi e altri. Il del Re, allora giovanissimo, partecipava a queste riunioni ascoltando le discussioni e le scoperte che avvenivano nel territorio oppure recandosi personalmente in luoghi ove qualche contadino o “paesano” gli mostrava gli avanzi di qualche “anticaglia”. Nel capitolo I parlando dell'origine di Tivoli indica, a detta degli abitanti del luogo, addirittura il sepolcro semicircolare di Tiburto, quello di Catillo e quello di Cora rispettivamente il primo in un'anticaglia “di forma sferica dall'altra parte del fiume ….nella strada che va da Tivoli verso Sant'Angelo detto ….il monumento”, il secondo “nell'uscire da Tivoli a mano sinistra nella vigna Brunelli verso l'Abruzzo et quello di Cora a mano destra non molto lunge” dal precedente.

## Il periodo della costruzione della Villa d'Este e l'influsso di Pirro Ligorio
L'architetto napoletano Pirro Ligorio, anche come antiquario del cardinale Ippolito II d'Este, governatore perpetuo della città, svolse proprio in quel periodo, tra il 1538 e la costruzione della villa Estense nel 1568, un'attività intensissima di ricerca nel territorio tiburtino volta a recuperare sculture, frammenti architettonici e monete com'era nei desideri del cardinale di Ferrara, ma anche a individuare testimonianze archeologiche di edifici per trarre ispirazione e soluzioni architettoniche e artistiche da poter applicare alla costruzione della villa. Nacque così la ricca collezione dei manoscritti ligoriani gran parte della quale è conservata presso l'archivio di Stato di Torino ed in particolare il Libro o' vero trattato dell'antichità XXII di Pirrho Ligorio patritio napolitano et cittadino romano, nel quale si dichiarano alcune famose ville e particolarmente dell'antica città di Tibure et di alcuni monumenti. 
Il del Re infatti cita proprio quest'ultimo nella sua opera quando parla del tempio d'Ercole Sassano identificato con l'antica chiesa di San Lorenzo sia per le numerose iscrizioni trovate dedicate a Ercole, sia perché l'edificio religioso insisteva sui resti abbastanza cospicui ed evidenti di una basilica romana. Per quanto riguarda poi la descrizione dell'effigie o della statua di Ercole che veniva onorata nel tempio, il del Re dice di non comprendere donde “detto Pirro habbia cavato tale descrittione” se non che egli “habbia voluto descrivere un ritratto di Hercole universale con le sue principali sue fatiche et prodezze”. Nel V capitolo delle “Antichità Tiburtine”, l'unico stampato all'epoca (1611) e che fu dedicato a Luigi d'Este, nella prima parte dove descrive la villa d'Este, il del Re più volte cita e riporta descrizioni delle stanze o fontane tolte dal manoscritto compilato dal Ligorio, e che egli più volte esaminò. Nella seconda parte descrivendo le ville del territorio tiburtino afferma che il Ligorio aveva compilato una pianta della Villa di Adriano, ma per quanto egli abbia cercato non l'ha trovata. Nell'illustrare i monumenti stessi della villa riporta più volte la “descrittione” fatta dal Ligorio, esprimendo anche un giudizio sul Ligorio stesso definendolo “huomo più antiquario, che buono historico, et erudito”.
Il del Re coltivò per tutta la vita la passione per le memorie storiche e archeologiche della sua città, trascrisse e commentò numerose iscrizioni, che inserì sia nell'opera in oggetto, che nel V capitolo della stessa, non solo le più significative, ma anche quelle poi ritenute apocrife o false dalla critica filologica moderna.

## Gli studi e la sua carriera
Antonio del Re raggiunse il titolo di iuris utriusque doctor, cioè il dottorato in ambe leggi, sia in diritto canonico che in diritto civile. Con questo titolo ricoprì la carica di procuratore dei poveri, sindaco e per lungo tempo consigliere e gli fu affidata anche la difesa della Comunità in alcune cause civili come è desumibile dal libro delle “Memorie dell'intrata della comunità” dell'anno 1575 e seguenti. Vi sono annotate le spese sostenute nel 1598 dal “magnifico messer Antonio del Re per essere stato più volte a Roma per causa della lite tra la magnifica Comunità et messer Michele da Carppi” e i rimborsi pagati dalla comunità per la vettura e le copie degli articoli delle cause. In queste missioni di lavoro egli non mancò certamente di unire l'utile al dilettevole; tra le pause infatti di una visita a Monsignor Uditore o alla Rev.da Camera Apostolica non mancò di visitare la Biblioteca Apostolica Vaticana, ricca di volumi a stampa e manoscritti, dai quali avrebbe tratto tutte quelle notizie sulla nostra città che gli scrittori latini hanno tramandato. Esercitò poi la professione di notaio e i suoi atti si conservano nell'Archivio Notarile di Tivoli e vanno dall'anno 1576 al 1º maggio 1590. Dall'esame di due di questi documenti è stato possibile stabilire dove fosse la casa con annesso molino a olio; infatti uno è la richiesta di Benedetto del Re e del padre Giovanni Pietro di poter disporre di una certa quantità di acqua per poter macinare le olive nel molino annesso alla casa, nell'altro, ma non è il solo, la redazione dell'atto è fatta “in aula terrinea domus mei in Contrada Castri Veteris”, alla presenza del fratello Giovanni Battista del Re, che moriva il 27 ottobre 1583 lasciando due legati alla compagnia del Salvatore, di “cinque scudi di quali doi parte ne deve pagare messer Antonio suo fratello et parte messer Iacovo pur suo fratello”. Altra testimonianza più precisa sull'ubicazione della casa del Re ci viene dalla sistemazione della piazza Rivarola quando furono demolite le case del Re, de Philippis, Saraceni e Tosi, la Loggia Bulgarini e il Campanile di San Valerio.

## Le date della sua vita
Gli autori che si sono interessati ai suoi scritti il dottor Raffaele del Re alla fine dell'Ottocento e il sacerdote Giuseppe Cascioli negli anni trenta non hanno dato indicazioni riguardo alla data di nascita e di morte, salvo la data riportata sul volume del libro V delle “Antichità tiburtine” stampato nell'anno 1611 e dedicato a Luigi d'Este. Si possono fare alcune supposizioni partendo dall'opera dello Zappi che è datata intorno al 1580. In essa Antonio del Re è definito “litteratissimo” e “tiene mano alle facoltà del padre” ovvero si occupa del commercio e del mulino annesso all'abitazione, ma è anche il periodo in cui ricopre la carica di notaio nella Cancelleria civile del Comune dal 1575 al 1581; quindi non poteva avere meno di venticinque trenta anni, quindi la data di nascita potrebbe essere intorno al 1550. Vi sono tuttavia dei riferimenti biografici che costituiscono dei termini oltre i quali bisogna porre la scomparsa dello storico. Il primo è costituito dalla traslazione delle reliquie di S. Andrea apostolo portate processionalmente nella chiesa omonima tiburtina l'anno 1624 e il secondo è l'annotazione di mano dell'autore al disegno da lui fatto della “pianta della chiesa di S. M(aria) in Vultuvilla di Guadagnolo detta “la Montarella” ovvero “questo dì 14 aprile 1626 2º giorno di Pa[squa]”. Quindi la nascita di Antonio del Re potrebbe essere stata più o meno intorno al 1550 e la data di morte dopo il 1626 all'età circa di 76 anni.

## L'opera storica

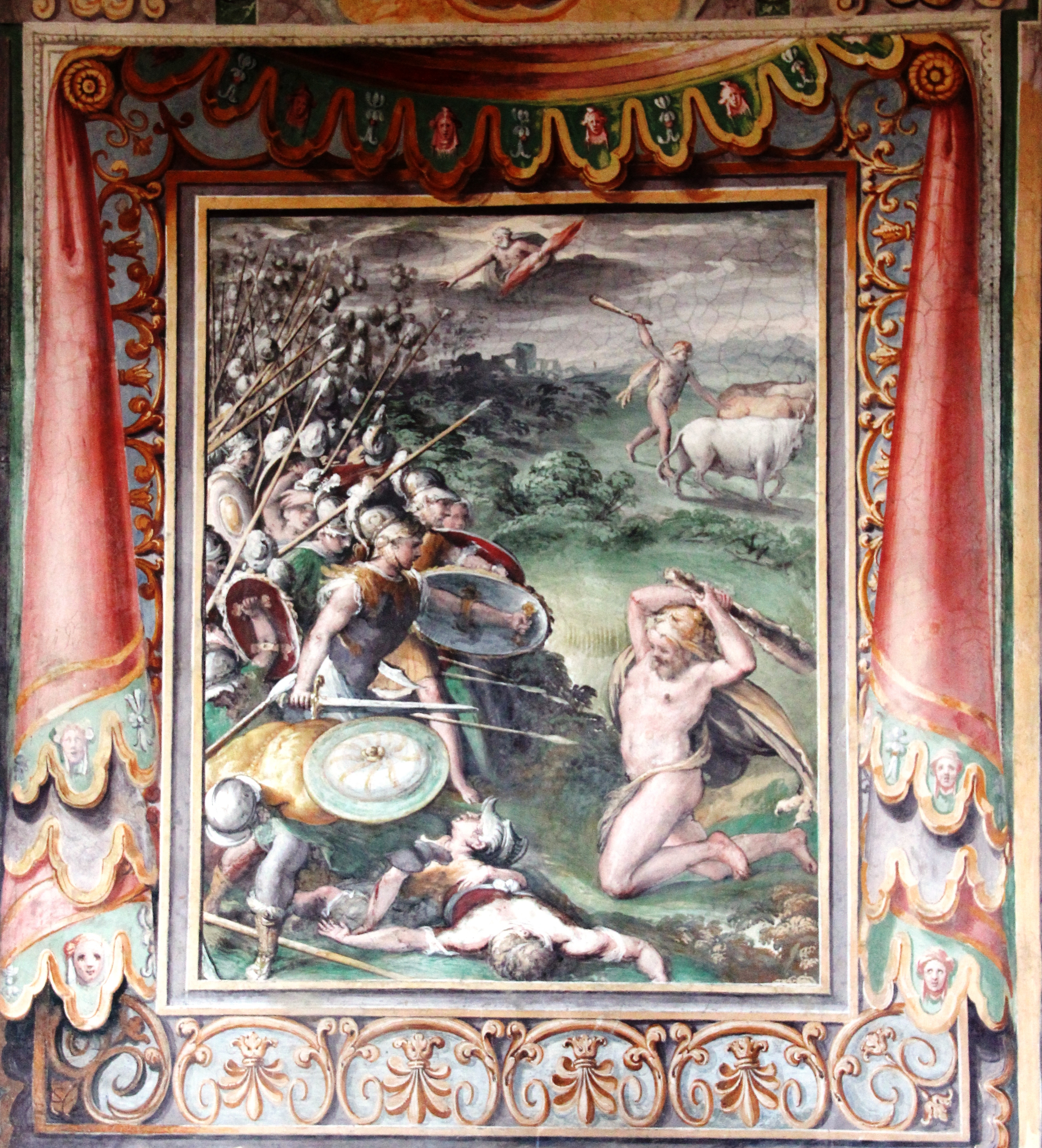
Ercole Sassano, 1569, affresco a Villa d'Este, appartamento inferiore, a Tivoli. Il mito è descritto nel secondo capitolo delle Antichità Tiburtine

L'opera più importante di Antonio del Re è Dell'Antichità Tiburtine, divisa in dieci capitoli (l'autore era intenzionato a scriverne dodici), dei quali fu pubblicato, lui vivente, soltanto il quinto capitolo, diviso in due parti, nel 1611, a cura dell'editore Mascardi a Roma, con il titolo Dell'antichita tibvrtine capitolo V. Diuiso in dve parti dal dottore Antonio del Re tiburtino. Nel quale si descriuono le merauiglie del palazzo, & giardino della serenissima fameglia d'Este, ... Nella seconda, si pone vn ristretto de gli edifitij della superba villa d'Adriano imperatore, ... Si aggionge nel fine vna difesa dell'acque del fiume Aniene, detto Teuerone. Con tre indici, .... In Roma 1611. (testo on line). Il manoscritto, con i restanti nove capitoli, fu acquistato dal cardinale  Francesco Barberini (1597-1679) durante il suo governatorato a Tivoli (1624-1632) ed entrò a far parte della Biblioteca Barberiniana, confluita poi nel 1902 nella Biblioteca Apostolica Vaticana, dove è conservato con la segnatura Barb. Lat. 4814 (capitoli I, II, III, IIII, VI e VII) e Barb. Lat. 4815 (capitoli VIII, IX e X). I due manoscritti sono stati editi a stampa tra il 2023 e il 2024 a cura di Roberto Borgia.

## L'opera giuridica
Altra opera pubblicata fu il Tractatus De iuramento calumniae, in quo breuiter enucleantur omnia, quae super iuramento calumniae in scholis, & in foro accidere solent. Authore Antonio del Re Tiburtino V.I.D. Duplici indice apposito, vno capitum singulorum, altero materierum, rerumque notabilium... dedica - Venetiis: apud haeredes Melchioris Sessae, 1598 (Venetiis: apud haeredes Melchioris Sessae, 1598).
(testo on line).
Nel successivo anno 1599 uscì una nuova edizione dal titolo Tractatus De Iuramento Calumniae, Novus Et Absolutus ... Nunc Primum in Lucem Editus. ... Adiecta Sunt Summaria, & Indices Duo .. Coloniae Agripp.: Antonius Hierat, 1599 (testo on line).
Il testo risultò ancora importante dopo la morte dell'autore tanto che venne ancora ristampato con il titolo Tractatus Novus, Perspicuus & Absolutus De juramento calvmniae, ... Osnabrugi, Apud Joannem Georgium Schwänderum, 1676 (testo on line). L'anno dopo lo stesso editore fece uscire la ristampa.